# 鄭善禧
鄭善禧（1932年－），是一位台灣畫家、書法家、教授，出生於福建漳州，1950年移居台灣，曾任臺中師專教授、國立臺灣師範大學美術系教授，國立臺灣師範大學榮譽教授。他的臺灣水墨畫被認為兼具臺灣本土色彩與傳統詩、書、畫的涵養，同時又有西洋繪畫的造形、色彩，並含蘊了來自民間藝術的俚俗野趣。

## 生平

### 早年時期
1932年生於福建省漳州府龍溪縣石碼鎮。父親鄭良琳為商人，喜好收藏古董、陶瓷，且寫得一手好字，鄭善禧自幼臨摹父親的書法。後來父親請畫師為他們父子畫畫，開啟了童蒙時期鄭善禧的繪畫意識。其後鄭善禧就讀西湖小學，接觸到豐子愷的漫畫、各種的民間工藝，都給予他不少的影響。1950年，家鄉淪陷後渡海來臺。

### 渡海來臺
1950年離鄉來臺，考取省立臺南師範學校（今國立臺南大學）第一屆美術師範科，畢業後任教於嘉義縣民雄國校及水上國校等。1957年考取臺灣省立師範大學藝術系（今國立臺灣師範大學美術系），並跟隨溥心畬、林玉山、黃君璧、廖繼春等名師學習。1960年畢業，到省立臺中師專（今國立臺中教育大學）任教。1965年，以〈風雨歸牧圖〉奪全省教員美展第一名，之後陸續獲得了六次全省性美展國畫組第一名。1968年，獲第9屆中國文藝獎章國畫獎，翌年於省立博物館（今國立臺灣博物館）舉行首展。
個展結束後，他旅居紐約，參觀各地博物館考察美術，次年於美國康州舉行小品展，後取道⽇本返臺，並於羅昆芳女士結婚。回國後，鄭善禧仍回臺中師專任教並升任教授。在1974年，鄭善禧同時兼任教授國立臺灣師範大學美術系夜間部國畫課。
1970年代，臺灣政治情勢在外交上開始遭遇前所未有的挑戰，以使臺灣社會與文化界人士激起一股危機與自覺意識，臺灣美術界開始盛行鄉土寫實繪畫，鄭善禧也在這波台灣美術鄉土運動中受到矚目，鄭善禧的「臺灣山」畫作也在70年代受到了推崇。

### 師大任教
1977年轉職國立臺灣師範大學美術系教授，之後接任林玉山老師花鳥走獸的寫生教學。1979年，鄭善禧參加在東京都美術館的亞細亞現代美術展。70年代由於電視上播出布袋戲劇集的流行，善於從民間藝術取材的鄭善禧，開始以民間藝術特有的樸拙與豔麗色彩入畫。1980年，任第9屆全國美展國畫組審查委員，與廖修平、蔣健飛、陳瑞康在美國紐澤西舉行四人展，並出版首部繪畫專集《鄭善禧畫集》。其後鄭善禧游印度、尼泊爾寫生一個多月，除了鍛鍊繪畫的功夫，也擴大了文化藝術視野、拓展了見識。
80年代鄭善禧除了在教學、繪畫創作以外，他也開始畫瓷，他的彩瓷作品，不像他創作水墨時那般以理性擘畫，以開放、隨性地交雜揉和，用筆、用色皆自由奔放，以繪畫上的經驗融入畫瓷。1986年出版了《鄭善禧彩瓷畫集》。

### 退休
1991年7月，鄭善禧從國立臺灣師範大學退休，更全心投入創作。鄭善禧也四處游歷，包括俄羅斯、北美、巴黎、倫敦、新疆、北京等地，他到處暢遊，經過幾次壯遊洗禮後，鄭善禧畫了許多氣勢恢弘的大畫，畫中場景都是遼闊的境界。1993年於國立歷史博物館舉辦「鄭善禧書畫特展」；1995年參加由臺北市立美術館與巴黎臺北新聞文化中心所辦的「臺灣當代水墨畫展」。
1997年，鄭善禧獲得了第1屆中華民國國家文化藝術基金會國家文藝獎。1999年，參加國立歷史博物館與巴黎臺北新聞文化中心所辦的「水墨鄉情展」。從2002年到2013年，鄭善禧獲邀臺北市立美術館製作版印年畫，歷時十二年，他的年畫是從民間藝術的木雕、剪貼等工匠藝術入手並融入到年畫中。鄭善禧晚年熱衷寫書法，在七十七歲時首度開畫法個展，在八十一歲時又開個展，高齡的鄭善禧仍然樂在書寫。2017年，鄭善禧獲第36屆行政院文化獎。

## 創作理念
鄭善禧出身於美術教育的專業養成，卻自幼即對於民藝風土有著根深柢固的堅持，他認為民間藝術來自於一個民族智慧的長年累積，更是真正與生活相結合的媒材，可以看見其中的真實、勤勞與淳樸，節錄鄭善禧1993年的文章：
|  | 我的繪畫創作，是基於「五四運動」後白話文學的精神，本乎個人的感發以經營的中國畫。我之所以不被從前那套死工夫纏緊，由蛹化蝶，兒童美術確是一劑清妙的救生丹。我對於繪畫製作，很想嘗試多樣媒材，不願自作侷限。我現在從事繪畫都是從小受到環境的啟發，看到工藝造形色彩，就覺得很好玩，有把握，可做得來。 |

## 作品風格
鄭善禧的「臺灣山」，從寫實的精神出發，捕捉他所看到的臺灣山水的自然與真實的面貌，探索國畫與臺灣特殊地理環境的關係，他以寫生的觀點入畫，撞開一條通往「臺灣山」狂塗亂抹的山水畫之路，接續了傳統「寫生」的寫實精神。
因為鄭善禧自幼受民間美術的繽紛色彩及造型所影響，常將民間藝術的蓬勃生命活力注入創作，產生一種樸拙、雅俗一體的獨特風格，他善於刻畫臺灣的季節、風土與人文，逐漸形成濃墨重彩的繪畫面貌。

## 獲獎記錄
- 1951年 第2屆臺南市美展特選
- 1952年 〈孔廟一角〉獲臺南市美展第二名、全省學生美展高中大專組圖案第三名
- 1955年 以〈孔夫子〉立像入選全省教員美展
- 1952年 臺南市美展第二名
- 1964年 〈山樓觀瀑〉與〈紅葉群雞〉入選臺灣全省教員美展
- 1965年 〈風雨歸牧圖〉獲全省教員美展國畫組第⼀名、〈閒話桑⿇〉獲第20屆全省美展國畫組第⼀名、〈繁華滿眼〉入選第5屆全國美展
- 1966年 〈逆水行舟〉獲全省教員美展國畫組第一名
- 1967年 〈觀楓圖〉獲全省教員美展國畫組第二名、〈草堂敘舊〉獲第22屆全省美展國畫組第一名
- 1968年 中華文藝協會第9屆獎章國畫獎、〈白雲青山〉獲全省教員美展國畫組第一名、「俯瞰清流」獲第23屆全省美展優選
- 1969年 〈懷古〉獲臺灣全省教員美展國畫組第一名
- 1978年 《剪貼》一書獲中華民國民俗藝術「金爵獎」
- 1997年 中華民國國家文化藝術基金會：國家文藝獎美術類（第1屆）
- 2006年 獲頒國立臺灣師範大學美術系榮譽教授
- 2015年 獲頒國立臺灣師範大學傑出校友（第15屆）
- 2017年 獲頒行政院文化獎（第36屆）

## 著作與作品集
- 鄭善禧等編. . 三友出版社. 1964.
- 鄭善禧. . 臺中市: 臺灣省立臺中師範專科學校. 1974-08.
- 鄭善禧. . 臺北市: 藝術圖書公司. 1979.
- 鄭善禧. . 臺北市: 藝術圖書公司. 1980-10.
- 鄭善禧. . 臺北市: 藝術圖書公司. 1981-04.
- 鄭善禧編繪. . 臺北市: 教育廳. 1982.
- 鄭善禧. . 臺北市: 國立臺灣師範大學美術系. 1986-03.
- 鄭善禧. . 臺北市: 國立臺灣師範大學美術系. 1989-12.
- 鄭善禧等. . 臺北市: 蕙風堂筆墨有限公司. 2005-05. ISBN 978-986-76-7845-4.

## 畫展
| 年份   | 展覽 |
| ------ | --- |
| 1968年 | 國立歷史博物館「加、中、菲畫展」                                                                                                   |
| 1969年 | 臺灣省立博物館（今臺灣博物館）首次個展                                                                                             |
| 1970年 | 美國紐約Baiter's Gallery與龐曾瀛舉行聯展                                                                                           |
| 1971年 | 美國康乃狄克州舉辦小品展 |
| 1975年 | 日本第15回南畫院展；日本青玲社畫展                                                                                                 |
| 1976年 | 臺中美國新聞處小品展 |
| 1979年 | 東京都美術館「亞細亞現代美術展」                                                                                                   |
| 1980年 | 臺北春之藝廊舉行個展 |
| 1981年 | 中法文化交流展 |
| 1982年 | 臺北春之藝廊「名畫家陶瓷聯展」 |
| 1983年 | 臺南市永福館「八十大壽祝壽專題畫展」；國立歷史博物館國畫個展                                                                       |
| 1984年 | 福華沙龍「現代名家聯展」 |
| 1986年 | 福華沙龍「花鳥展」 |
| 1988年 | 基隆市立文化中心彩瓷個展；雄獅畫廊「彩瓷書法展」；福華沙龍「彩瓷書畫四人聯展」                                                     |
| 1989年 | 臺中建府百年暨文化中心「鄭善禧作品展」                                                                                             |
| 1991年 | 雄獅畫廊「母親臺灣」五人展 |
| 1992年 | 文墨軒「林玉山、鄭善禧師生聯展」；福華沙龍「鄭善禧水墨個展」                                                                       |
| 1993年 | 俄羅斯聖彼得堡俄羅斯民族博物館「中國現代墨彩畫展」；國立歷史博物館「鄭善禧書畫特展」                                               |
| 1994年 | 快雪堂「鄭善禧彩瓷收藏展」 |
| 1995年 | 臺北市立美術館「臺灣當代水墨畫展」                                                                                                 |
| 1996年 | 福華沙龍「傅申、鄭善禧、陳瑞庚聯合藝展」；臺中市現代藝術空間「鄭善禧、金大南彩瓷陶塑雙人展」；快雪堂「鄭善禧、楊秀宜師生彩瓷聯展」 |
| 1998年 | 福華沙龍「書藝四人展─鄭善禧、陳瑞康、傅申、陳瑞庚」                                                                                |
| 1999年 | 國立歷史博物館「水墨鄉情」展 |
| 2000年 | 國父紀念館「山林之美，河川之愛」詩畫展                                                                                             |
| 2002年 | 福華沙龍「鄭善禧繪畫書法個展」；沙烏地阿拉伯老王紀念博物館「臺灣2002年美術展」                                                     |
| 2003年 | 鶯歌陶瓷博物館「臺灣彩繪陶瓷展」                                                                                                   |
| 2005年 | 福華沙龍「張光賓、鄭善禧書畫聯展」                                                                                                 |
| 2008年 | 福華沙龍「橫看成嶺側成峰──看見人・體風景」                                                                                         |
| 2009年 | 福華沙龍「鄭善禧已丑福華書法展：福華二十五周年慶」                                                                                 |
| 2010年 | 福華沙龍「張光賓、鄭善禧書畫聯展」                                                                                                 |
| 2011年 | 國父紀念館 「兩岸傳統與實驗書藝雙年展」                                                                                            |
| 2012年 | 華瀛藝術中心「渡‧水墨南渡與在地異變」                                                                                              |
| 2013年 | 臺北市立美術館「十二生肖版印年畫展」；國立歷史博物館「閩臺三傑─余承堯、沈耀初、鄭善禧書畫聯展」                                    |
| 2014年 | 福華沙龍「福華三十周年慶特展‧鄭善禧書法」；中華文化總會文化空間「草地鑼鼓·意象台灣─鄭善禧創作展」                                  |
| 2017年 | 中正紀念堂「鄭善禧的彩墨視界」；福華沙龍「群英薈萃─彩瓷展」                                                                        |
| 2018年 | 金門文化局「鄭善禧金門情畫展」 |
| 2019年 | 福華沙龍「羣賢畢至．福華沙龍35周年慶」                                                                                             |

## 傳記與相關作品
- 黃寤蘭. . 臺北: 時報文化. 1998-09-21. ISBN 978-957-13-2694-8.
- 鄭惠美. . 臺中: 藝術家. 2003-10-01. ISBN 978-986-79-5780-1.
- 鄭芳和. . 臺中: 藝術家. 2013-12-09. ISBN 978-986-03-8162-7.